# Porębianka (dopływ Udorki)
Porębianka – struga, prawy dopływ Udorki o długości 4,59 km.
Struga bierze początek na południe od wsi Poręba Dzierżna w województwie małopolskim i biegnie w kierunku północnym. Po minięciu wsi skręca na zachód i wśród lasów wpada do Udorki, w okolicach ruin zamku Udórz.